# Pesto
Pesto je sos poreklom iz Đenove, prestonice Ligurije, Italija. Tradicionalno se sastoji od zgnječenog belog luka, evropskog pinjola, krupne soli, listova bosiljka i tvrdog sira kao što je Parmiđano ređano (poznat i kao parmezan) ili Pekorino Sardo (sir od ovčijeg mleka), i sve je pomešano sa maslinovim uljem.

## Etimologija
Ime je prošli particip đenovskog glagola pestâ (italijanski: pestare), što znači „lupati“, „drobiti“, u smislu originalnog načina pripreme: prema tradiciji, sastojci su „drobljeni“ ili mleveni u mramornom avanu kružnim pokretima drvenog tučka. Isti taj latinski koren, kroz starofrancuski, takođe je dao poreklo engleskoj imenici pestle.
Strogo govoreći, pesto je generički pojam za sve što se napravi lupanjem; zato se ta reč koristi za nekoliko pestosa u Italiji. Bez obzira na to, pesto alla genovese („đenovski pesto“) i dalje je najpopularniji pesto u Italiji i ostatku sveta.

## Istorija
Smatra se da je Pesto imao dva prethodnika u davnim vremenima, sežući još u rimsko doba. Stari Rimljani su jeli sličnu pastu zvanu moretum, koja je pravljena gnječenjem belog luka, soli, sira, začinskog bilja, maslinovog ulja i sirćeta. Upotreba ove paste u rimskoj kuhinji pominje se u Apendiksu Vergilijana, drevnoj pesničkoj zbirci u kojoj autor detaljno opisuje pripremu moretuma. Tokom srednjeg veka, popularan sos u đenovskoj kuhinji bio je aglijata, koji je u osnovi bio kaša od belog luka i oraha, jer je beli luk bio osnovni sastojak u ishrani Liguraca, posebno kod pomoraca.
Do uvođenje bosiljka, glavnog sastojka modernog pesta, došlo je u novije doba i prvi put je dokumentovano tek sredinom 19. veka, kada je gastronom Đovani Batista Rato 1863. godine objavio svoju knjigu La Cuciniera Genovese 1863. godine:
„Uzmite češanj belog luka, bosiljak ili, kad toga nema, mažuran i peršun, narendani holandski i parmiđanski sir i pomešajte ih sa pinjolima i sve to zdrobite u avanu sa malo putera dok se ne svede u pastu. Zatim rastvorite to sa dobrim i obilnim uljem. Lazanje i trofi se prevlače ovom kašom, učinjenom tečnijom dodavanjem malo vrele vode bez soli.”
Iako je verovatno poreklom iz Indije i bio je domestikovan tamo, bosiljak je najviše dobio na značaju u regionima Ligurija u Italiji i Provansa u Francuskoj. Bilo ga je u izobilju u ovom delu Italije, mada samo u sezoni, zbog čega se mažuran i peršun preporučuju kao alternative kada nedostaje bosiljak. Rato spominje holandski sir (formaggio olandese) umesto Pekorino Sardo, jer su severnoevropski sirevi u to vreme zapravo bili uobičajeni u Đenovi, zahvaljujući vekovnoj komercijalnoj trgovini ove pomorske republike.
Ovaj recept za pesto ala đenoveze često je revidiran narednih godina (zapažena revizija Emanuelea Rosija dogodila se 1865. godine, samo nekoliko godina nakon Ratovog dela Cuciniera), i ubrzo je postao odomaćen u ligurskoj kulinarskoj tradiciji, pri čemu svaka porodica često sadrži svoj recept za pesto (sa malim razlikama u odnosu na tradicionalne sastojke). To je glavni razlog zašto se recepti za pesto često razlikuju jedni od drugih.
The Njujork tajms je 1944. godine spomenuo uvezenu pesto pastu iz konzerve. Časopis Sanset je 1946. objavio recept za pesto Anđela Pelegrinija. Pesto je postao popularan u Severnoj Americi tek 1980-ih i 1990-ih.

## Sastojci i priprema
Pesto se tradicionalno priprema u mramornom avanu sa drvenim tučkom. Prvo se beli luk i pinjoli stavljaju u avan i ugnječe do krema, a zatim se oprani i osušeni listovi bosiljka dodaju sa krupnom solju i melju do kremaste konzistencije. Tek tada se dodaje mešavina Parmiđano ređana i Pekorina. Da bi se olakšala inkorporacija sira dodaje se malo ekstra-devičanskog maslinovog ulja. U zapečaćenoj tegli (ili jednostavno u nepropusnoj plastičnoj posudi), prekriven slojem ekstra devičanskog maslinovog ulja, pesto može da traje u frižideru do nedelju dana, i može se zamrznuti za kasniju upotrebu.

### Pratioci
Pesto se obično koristi na testeninama, tradicionalno sa mandilli de sæa („svilene maramice“ na đenovskom dijalektu), trofijom ili trenetom. Krompir i boranija se takođe tradicionalno dodaju u jelo, kuvani u istom loncu u kome se kuvala testenina. Testenine, pomešane sa pestom, danas su postale dobro poznato jelo u mnogim zemljama, a na internetu se mogu naći bezbrojni recepti za „testeninu sa pestom“.

### Varijacije
Pesto je dostupan u vidu mnoštva raznih recepata, od kojih su neki tradicionalni, a neki moderni, jer je sama imenica pesto generički pojam za sve što se napravi lupanjem.
Originalni pesto ala đenoveze, najznačajniji recept za pesto, napravljen je od đenovskog bosiljka, krupne soli, belog luka, ligurskog ekstra devičanskog maslinovog ulja (Tađiasko), evropskih pinjola (ponekad prepečenih) i rendanog sira poput Parmiđano ređano ili Grana padano i Pekorino sardo ili Pekorino romano. Asocijacija Palatifini priprema predlog da se pesto ala đenoveze uvrsti na Uneskovu listu nematerijalne kulturne baštine. Postoji svake druge godine međunarodno takmičenje Đenoveze pesto al mortajo u kojem 100 finalista koristi tradicionalne avane i tučke, kao i gore navedene sastojke, koje zatim procenjuje 30 lokalnih i međunarodnih sudija.
Nešto drugačija verzija ovog sosa postoji u Provansi, gde je poznat kao pistu. Za razliku od pesto ala đenoveze, pistu se obično pravi samo od maslinovog ulja, bosiljka i belog luka: iako se može dodati sir, obično tradicionalni pistu ne sadrži orahe, jer tamo ne rastu borovi koji pružaju orašaste plodove. Pistu se koristi u tipičnoj soupe au pistou, obilnoj supi od povrća sa ukusom pistua. Međutim, sos prvobitno nije sadržavao bosiljak; umesto toga, glavni sastojci bili su sir i maslinovo ulje.
Izvan Italije se ponekad umesto pinjola koriste badem, brazil, indijski orah, lešnik, makadamija, pekan, pistaći, orah ili čak kikiriki, a ponekad korijander, mirođija, kelj, nana, peršun, rukola, spanać ili lišće divljeg belog luka se pomeša sa lišćem bosiljka. Istaknuto je da bilo koja kombinacija ukusnih listova, masnih oraha, tvrdog sira, maslinovog ulja, belog luka, soli i limunovog soka može stvoriti začin sličan pestu.
Pesto ala sicilijana, koji se ponekad naziva i pesto roso (crveni pesto), sos je sa Sicilije sličan pesto alla đenoveze, ali sa dodatkom paradajza i badema umesto pinjola i mnogo manje bosiljka.
Pesto ala kalabreze je sos iz Kalabrije koji se sastoji od (grilovane) paprike, crnog bibera i još mnogo toga; ovi sastojci mu daju izrazito začinjen ukus.
Izvan Italije, domaćinski naziv pesto se koristi za sve vrste hladnih soseva ili umaka, uglavnom bez bilo kog originalnog sastojka: korijandera, mirođije, kelja, mente, peršuna, rukole, spanaća ili divljeg belog luka (umesto ili kao dodatak bosiljka), artičoke, crne masline, zelene masline, limunove kore, kore limete ili pečurki. U severnijim zemljama ponekad se umesto bosiljka koriste listovi sremuša. U 19. veku su đenovski imigranti u Argentinu sa sobom doneli recepte za pesto.
Veganske varijacije pesta mogu da uključuju mešavine svežeg bosiljka, pinjola ili drugih orašastih plodova, maslinovo ulje i dodavanje miso paste i hranljivog kvasca kako bi se jelo dodatno pojačalo.

## Netradicionalne varijante pesta
Zbog troškova ili dostupnosti, badem, bosiljak, indijski orah, lešnik, makademija, pekan, pistacija, orah ili čak kikiriki ponekad se koriste kao zamena za tradicionalne pinjole. Takođe, mada se orasi tradicionalno koriste sirovi, neki recepti zahtevaju prethodno prženje ili pečenje. Iako nije poželjno, drugi kulinarski orašasti plodovi mogu se koristiti zbog poremećaja ukusa koje neki ljudi mogu doživeti nakon konzumiranja pinjola (vidi borova usta). Mnogi onlajn recepti za pesto na engleskom jeziku takođe među sastojcima navode crni biber ili beli biber, koji tradicionalni đenovski recept izostavlja. Radi smanjenja troškova, u pestu koji se prodaje u supermarketima, ekstra devičansko maslinovo ulje često se zamenjuje jeftinijim uljima kao što su kukuruzno ulje, ulje semena pamuka, ulje semena grožđa, kikirikija, ulje repice, ulje šafranike, sojino ulje, suncokretovo ulje ili druga biljna ulja. Neki proizvođači pesta za evropske supermarkete koriste i materijal za punjenje poput krompirovih pahuljica ili krompirovog skroba koji, međutim, takođe omekšava tradicionalno jak ukus. Određeni recepti za pesto u inostranstvu zamenjuju bosiljak avokadom ili drugim biljem i zelenilom, poput korijandera, mirođije, kelja, mente, peršuna, rukole, spanaća ili divljeg belog luka.

## Spoljašnje veze
- „Dimostrazione Pesto al Mortaio - differenza tra Pesto genovese e Pesto ligure”. Архивирано из оригинала 22. 10. 2020. г. Приступљено 26. 11. 2020.